# Luis Posada Carriles

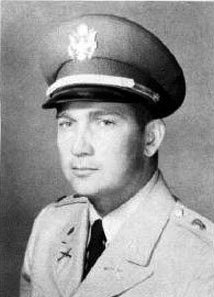
Luis Posada Carriles (1963)

Luis Clemente Faustino Posada Carriles (* 15. Februar 1928 in Cienfuegos, Kuba; † 23. Mai 2018 in Miami, USA) war einer der bekanntesten militanten Gegner und Organisator terroristischer Anschläge gegen das unter Führung von Fidel Castro ab 1959 in Kuba eingeführte sozialistische Gesellschaftssystem. Insbesondere die Regierungen Kubas und Venezuelas beschuldigten ihn der maßgeblichen Beteiligung an mehreren terroristischen Anschlägen. In konservativen exilkubanischen Kreisen in Florida wurde er dagegen lange als Held und Freiheitskämpfer angesehen.

## Leben

### Kuba bis 1961
Posada Carriles wuchs in einer Familie der gehobenen Mittelschicht der südkubanischen Hafenstadt Cienfuegos auf. Seine Eltern, Luis Nicolás Posada González und Dolores Carriles Vega, besaßen eine Druckerei. Nach dem Schulbesuch absolvierte er eine Ausbildung zum Chemiker und arbeitete von 1946 bis 1948 zunächst bei zwei Zuckerfabriken. Anschließend begann er ein Medizinstudium an der Universität Havanna, das er jedoch nicht abschloss. Zwischen 1956 und 1958 arbeitete er als selbstständiger Schädlingsbekämpfer in seiner Heimatstadt, bevor er von März 1958 bis März 1959 bei der Firestone-Reifenfabrik in Havanna als Abteilungsleiter angestellt war.
Nach dem Sieg der kubanischen Revolution 1959 und der Errichtung einer von Fidel Castro diktatorisch geführten Regierung schloss er sich Mitte 1960 in Havanna dem organisierten Widerstand an und betätigte sich nach eigenen Aussagen im Untergrund mit Sabotageaktionen, für die ihn der US-Auslandsnachrichtendienst Central Intelligence Agency (CIA) mit den benötigten Materialien versorgte, die er sich zum Teil in Miami abholte. Nach einer Festnahme im Januar 1961 konnte er der kubanischen Polizei entkommen und erhielt in der diplomatischen Vertretung Argentiniens Botschaftsasyl. Im folgenden Monat wurde ihm freies Geleit zur Ausreise nach Mexiko gewährt, von wo aus er direkt in die USA weiterreiste.

### USA ab 1961
Unmittelbar nach seiner Ankunft in Florida Ende Februar 1961 meldete er sich als Freiwilliger für die exilkubanische Brigade 2506, die für eine Invasion Kubas zusammengestellt wurde. Nach kurzem Training in Guatemala sollte er im April 1961 in der kubanischen Schweinebucht landen, sein Einsatz wurde jedoch aufgrund des Scheiterns der Invasion vorzeitig abgebrochen. Von Oktober 1961 bis März 1963 arbeitete er in der Firmenzentrale seines früheren Arbeitgebers Firestone in Akron (Ohio).
Als einer von 212 von der CIA unter den Mitgliedern der Brigade 2506 ausgesuchten Exilkubanern absolvierte er von März bis August 1963 eine Offiziersausbildung der US Army in Fort Benning (Georgia), wo er anschließend noch bis März 1964 diente. Dabei freundete er sich mit zwei Kubanern an, die gleichzeitig mit ihm ausgebildet wurden und ihn noch drei Jahrzehnte später unterstützten: Erstens Félix Rodríguez, der im Dienst der US-Behörden blieb und im Kampf gegen die von Kuba weltweit unterstützten Terror- und Guerillagruppen zum Einsatz kam – wobei vor allem seine Begegnung mit Ernesto „Che“ Guevara in Bolivien bekannt wurde. Zweitens Jorge Mas Canosa, der nach seinem Ausscheiden aus der US Army zunächst als Geschäftsmann reich wurde und ab den 1980er Jahren als Gründungspräsident der Cuban American National Foundation erheblichen Lobby-Einfluss auf die US-amerikanische Kuba-Politik ausübte.
Posada schloss sich der politisch links stehenden, vom ehemaligen Minister des ersten nachrevolutionären Kabinetts Manuel Ray angeführten Anti-Castro-Gruppe „Junta Revolucionaria Cubana“ (JURE) an, die im Kern aus ehemaligen Kämpfern der Bewegung des 26. Juli bestand und sich für einen demokratischen Sozialismus einsetzte. Zwischen 1965 und 1974 wurde Posada Carriles von der CIA für erbrachte Leistungen bezahlt, darunter bis 1967 als Ausbilder an der für Spionagetätigkeit auf Kuba zuständigen Station in Miami (JMWAVE), die Anfang 1968 aufgelöst wurde.

### Venezuela ab 1969
1969 übernahm er eine Leitungsfunktion im venezolanischen Geheimdienst Dirección de los Servicios de Inteligencia y Prevención (DISIP), der eng mit der CIA kooperierte. Er erhielt die venezolanische Staatsangehörigkeit, die Bedingung für die Arbeit beim Geheimdienst war. 1971 war er bei DISIP zum Leiter der Spionageabwehr aufgestiegen. Kurz nach der Amtsübernahme des 1974 gewählten neuen Präsidenten Carlos Andrés Pérez verlor Posada seinen Posten. Laut (heute deklassifizierten) Quellen der CIA bestanden gleichzeitig beim US-Auslandsgeheimdienst Bedenken angesichts sich mehrender Berichte über eine Zusammenarbeit Posadas mit Drogenschmugglern und anderen Kriminellen, so dass Posadas Arbeit für die CIA 1974 vorerst zum Erliegen kam. Nach seiner Entlassung bei DISIP eröffnete Posada in Caracas die Privatdetektei und Sicherheitsagentur ICICA, die mit großem geschäftlichen Erfolg für Großkunden wie Chrysler und viele der angesehensten Banken Mitarbeiter Sicherheitsprüfungen unterzog, Diebstähle untersuchte und Überwachungsanlagen installierte.

### Anschlag auf kubanisches Verkehrsflugzeug 1976
Im Juni 1976 konstituierte sich in der Dominikanischen Republik unter Führung von Orlando Bosch ein neuer Zusammenschluss militanter Castro-Gegner namens Coordination of United Revolutionary Organizations (CORU), an dessen geheimer Gründungssitzung Posada als einer von zwanzig Exilkubanern teilnahm. Als öffentlichkeitswirksame Maßnahme im bewaffneten Kampf gegen die kubanische Führung wurde im Rahmen von CORU der Abschuss eines kubanischen Flugzeugs erörtert. Laut Angaben von Informanten, die vom FBI dokumentiert wurden, war Posada zusammen mit Orlando Bosch der Urheber des Bombenattentates auf den Flug 455 der kubanischen Luftfahrtgesellschaft Cubana am 6. Oktober 1976 auf dem Weg von Barbados über Kingston (Jamaika) nach Havanna, bei dem 73 Passagiere, viele von ihnen kubanische Sportler, getötet wurden. Bosch und Posada wurden deswegen in Venezuela zunächst vor ein Militärgericht gestellt, das sie freisprach. Auch eine Neuverhandlung vor einem Zivilgericht endete zunächst mit Freispruch, ging jedoch in Revision. Posada verbrachte insgesamt neun Jahre in Untersuchungshaft, vor Beginn des angesetzten Revisionsverfahrens gelang ihm schließlich 1985 die Flucht aus Venezuela.

### Mittelamerika ab 1985
In El Salvador wurde Posada auf Vermittlung seines bereits in die Operationen eingebundenen Freundes Félix Rodríguez als Verbindungsmann für die CIA zu einheimischen Militäroffizieren und den nicaraguanischen Contras tätig, was in der 1986 aufgedeckten Iran-Contra-Affäre öffentlich wurde. Als er 1990 als Sicherheitsberater der Regierung von Guatemala arbeitete, überlebte er in der Hauptstadt Guatemala-Stadt einen Fidel Castro zugeschriebenen Mordanschlag, bei dem er von drei Attentätern angegriffen und von 12 Schüssen getroffen wurde, bevor er anschließend monatelang im Krankenhaus lag. Seitdem war sein Sprechvermögen eingeschränkt. Gemäß später veröffentlichter Unterlagen warnte ihn die CIA 1993 in Honduras telefonisch vor einem weiteren Mordanschlag, über dessen Planung sie Informationen erhalten hatte.

### Anschlagserie in Havanna 1997
Zwischen April und September 1997 kam es auf Kuba zu einer Serie von elf versuchten oder tatsächlichen Bombenanschlägen auf touristische Einrichtungen, bei der ein italienischer Tourist getötet wurde. Es handelte sich dabei um die größten politisch motivierten Gewaltaktionen seit Anfang der 1960er Jahre, als sich die neue Revolutionsregierung unter Castro gegen bürgerkriegsartige Gegenwehr durchsetzte. Im November 1997 erschien in der Tageszeitung Miami Herald eine über zwei Monate recherchierte Reportage, die zu dem Ergebnis kam, dass Posada das Bindeglied zwischen den ausführenden salvadorianischen Berufsverbrechern und den Finanziers der Anschläge in Südflorida gewesen sei. Posada Carriles brüstete sich 1998 in einem vielbeachteten Interview mit der New York Times damit, die Anschläge organisiert zu haben. Der Tod des Italieners sei nicht geplant gewesen. Dieser habe „zur falschen Zeit am falschen Ort“ gesessen. Ziel sei es gewesen, die kubanische Tourismusindustrie durch die möglichst öffentlichkeitswirksame Abschreckung ausländischer Gäste und Investoren zu schädigen. Posada distanzierte sich nach der Veröffentlichung des Interviews von seinen selbstbezichtigenden Äußerungen und behauptete, von den beteiligten Journalisten mit vertraulichen Geheimdienstunterlagen erpresst worden zu sein. Er habe sie daraufhin mit bewusst falschen Angaben täuschen wollen, um andere Personen zu schützen, dies sei jedoch ein „taktischer Fehler“ gewesen.

### Panama: Vereitelter Anschlag auf Fidel Castro 2000
In Panama wurde er im Zusammenhang mit der Planung eines Attentats gegen den kubanischen Staatspräsidenten Castro im November 2000 zusammen mit fünf weiteren Personen verhaftet und 2002 zusammen mit Gaspar Jiménez wegen Gefährdung der öffentlichen Sicherheit, krimineller Vereinigung, unerlaubten Besitzes von Sprengstoff und Dokumentenfälschung zu acht Jahren Haft verurteilt, zwei weitere Komplizen wegen Gefährdung der öffentlichen Sicherheit und krimineller Vereinigung zu sieben Jahren Haft. In Miami hatten zuvor Freunde des dort bei vielen Exilkubanern als heldenhafter Freiheitskämpfer verehrten Posada hohe Geldsummen für die Anwaltskosten gesammelt. Posada Carriles wurde im August 2004 von der panamaischen Präsidentin Mireya Moscoso am letzten Tag ihrer Amtszeit zusammen mit den drei anderen verurteilten Personen begnadigt, um eine erwartete Auslieferung durch die Nachfolgeregierung von Martín Torrijos nach Kuba oder Venezuela zu verhindern. Moscoso gab an, die vier vor der ihnen dort drohenden Todesstrafe schützen zu wollen. Posada Carriles setzte sich nach Honduras ab, seine drei Komplizen besaßen im Gegensatz zu ihm die US-Staatsangehörigkeit und reisten nach Miami aus. Kuba reagierte auf die Begnadigung mit dem Abbruch der diplomatischen Beziehungen zu Panama. 2008 befand der panamaische Oberste Gerichtshof die durchgeführten präsidentiellen Begnadigungen für verfassungswidrig, im Januar 2012 wurden schließlich die Haftstrafen gegen Posada und seine Mitangeklagten bestätigt. Moscoso äußerte sich wenige Tage später „stolz darauf, die Männer freigelassen zu haben“ und traf sich in Miami öffentlich mit Posada und seinen Komplizen. Die in der Folge der Bestätigung der Strafen von Anwälten beantragte Stellung eines Auslieferungsgesuchs über die vier Kubaner an die USA wurde von der panamaischen Regierung abgelehnt.

## Der Aufenthalt in den USA
Im März 2005 reiste Posada Carriles verdeckt in die USA ein, wo er seit mehreren Jahren auf einer Einreiseverbotsliste stand, und beantragte dort politisches Asyl. Als seine Anwesenheit bekannt wurde, erschienen Presseartikel, die auf seine Vergangenheit als mutmaßlicher Terrorist aufmerksam machten. In einem Zeitungsinterview mit dem Miami Herald besprach er Einzelheiten der Hotelbomben von Havanna, ohne allerdings die Verantwortung zu übernehmen. Der italienische Hotelgast habe sich 40 Meter von der Bombe entfernt aufgehalten und sei durch unglückliche Umstände von einem Splitter in den Hals getroffen worden. Die Bomben seien nicht zum Töten, sondern lediglich für zerstörte Fenster und kleinere Sachschäden vorgesehen gewesen. Der kubanische Staatspräsident Fidel Castro protestierte öffentlich gegen Posadas unbehelligten Aufenthalt in den USA und ließ eine Massendemonstration vor der US-Interessenvertretung in Havanna veranstalten, anschließend rief die venezolanische Regierung die US-Regierung unter Präsident George W. Bush im Mai 2005 auf, Posada festzunehmen, um ihn wegen des Flugzeuganschlags von 1976 nach Venezuela auszuliefern, was vom US-Justizministerium zunächst unter Hinweis auf unzureichende Beweise abgelehnt wurde. Auf einer kurz darauf von ihm einberufenen Pressekonferenz in Miami bestritt Posada die Vorwürfe der Verwicklung in den Bombenanschlag auf Cubana-Flug 455 und erklärte, er lehne „diese verabscheuungswürdige Aktion als einen Fall von Terrorismus“ ab. Er sagte, die US-Behörden wollten ihn zwar nicht festnehmen, aber da er den USA Unannehmlichkeiten ersparen wolle, plane er, das Land zu verlassen und seinen Asylantrag zurückzuziehen.

### Untersuchungshaft und Gerichtsverfahren
Unmittelbar nach seiner Pressekonferenz wurde er festgenommen. Konkret wurde gegen ihn zunächst wegen des Verdachts ermittelt, bei seiner Befragung durch die Einwanderungsbehörden falsche Angaben zu Form und Ort seiner Einreise gemacht zu haben.
Venezuela, das ein seit 1922 bestehendes Auslieferungsabkommen mit den USA unterhält und Posada Carriles wegen des Bombenanschlags auf die 1976 in Caracas gestartete Passagiermaschine vor Gericht stellen will, stellte einen formalen Auslieferungsantrag. Auf dem 15. Iberoamerikanischen Gipfeltreffen im Oktober 2005 im spanischen Salamanca riefen die teilnehmenden Staaten in einer Resolution die USA auf, „den für das Flugzeugattentat von 1976 verantwortlichen Mann“ auszuliefern, ohne dabei Posada namentlich zu erwähnen.
Im September 2006 entschied ein Richter eines Einwanderungsgerichts in El Paso (Texas), dass Posada weder nach Kuba noch nach Venezuela abgeschoben werden könne, da ihm dort Folter drohe. Da Posada Carriles nur wegen eines mutmaßlichen Einreisevergehens in den USA festgehalten wurde und sich kein Land bereit erklärte, Posada Carriles Asyl zu gewähren, wurde von einem weiteren Amtsrichter im September 2006 empfohlen, ihn aus der Untersuchungshaft zu entlassen, worüber in der Folge ein Bundesgericht zu befinden hatte. Im Januar 2007 erhob die Staatsanwaltschaft Anklage und warf Posada Falschaussage gegenüber den Einwanderungsbehörden und den Besitz gefälschter Reisepässe vor.
Posada wurde schließlich im April 2007 auf Anordnung des Bundesgerichts in El Paso, Texas unter Auflagen aus der Haft entlassen – unter anderem wurde er zum Tragen einer elektronischen Fußfessel verpflichtet und musste eine Kaution von 350.000 Dollar hinterlegen. Die Freilassung erfolgte gegen den ausdrücklichen Antrag der dem Bundesministerium für Innere Sicherheit unterstellten Grenzschutzbehörde Immigration and Customs Enforcement (ICE), die inzwischen den Standpunkt eingenommen hatte, dass eine „Freilassung aufgrund Posadas langer Vergangenheit mit Verbrechen und Gewaltakten, bei denen unschuldige Zivilisten getöteten wurden, eine Gefahr sowohl für die Gesellschaft als auch für die Sicherheit der Vereinigten Staaten“ darstellen würde.
Im Mai 2007 wies die den Fall bearbeitende Bundesrichterin die Anklage der Staatsanwaltschaft ab und warf der Regierung vor, mit „Betrug, Täuschung und List“ gegen Posada vorzugehen. Nachdem die Staatsanwaltschaft im November 2007 Berufung eingelegt hatte, entschied das Bundesberufungsgericht im August 2008, dass die Anklage zum Verfahren zugelassen werden müsse. Im April 2009 ergänzte das Justizministerium unter der beginnenden Obama-Administration die bisherige Anklage gegen Posada um weitere Anklagepunkte, bei denen es um Falschaussagen zu seiner möglichen Verantwortung für Anschläge ging.
Zum Hauptverfahren vor zwölf Geschworenen kam es schließlich erst ab Januar 2011, erneut in El Paso. Nach einer 13-wöchigen Verhandlung, bei der es sowohl um den Wahrheitsgehalt der Angaben Posadas zu seiner Einreise im März 2005 als auch mittelbar um Beweise seiner Verwicklung in die Bombenanschläge von Kuba aus dem Jahr 1997 ging, wurde Posada im April 2011 von allen Anklagepunkten freigesprochen. Nach Ende des Prozesses erneuerte Venezuela sein Auslieferungsgesuch an die US-Behörden.

### Reaktionen
Wenige Tage nach der Freilassung Posadas 2007 behauptete der venezolanische Präsident Hugo Chávez in einer Fernsehsendung, der „Terrorist“ und US-Präsident George W. Bush habe seine Ermordung in Auftrag gegeben und wolle dafür den freigelassenen 79-jährigen einsetzen, der der „Vater aller Terroristen“ sei. Auch Chávez’ kubanischer Verbündeter Fidel Castro protestierte gegen die Freilassung seines jahrzehntelangen Gegners, den er als „Monster“ bezeichnete. Posada sei für „unzählige Opfer“ und „dutzende von der US-Regierung finanzierte Pläne zu [Castros] physischen Eliminierung“ verantwortlich. 2005 hatte er Posada bereits mit Osama bin Laden verglichen, 2006 ließ die kubanische Regierung massenhaft Plakate anfertigen, auf denen Posadas Porträt neben dem von Adolf Hitler abgebildet war. Im Juli 2013 beschuldigte der venezolanische Parlamentspräsident Diosdado Cabello Posada Carriles, gemeinsam mit dem ehemaligen kolumbianischen Präsidenten Álvaro Uribe an einem Plan zur Ermordung von Nicolás Maduro zu arbeiten – des Nachfolgers Chávez’ als Staatspräsident Venezuelas – für den sie bereits 2,5 Millionen Dollar gesammelt und eine 400 Mann starke Söldnertruppe zusammengestellt hätten.
Posadas Aufenthalt in den USA als freier Mann wurde von Kommentatoren häufig als schwere Belastung oder als Testfall für die Beziehungen zwischen den Regierungen in Washington und Havanna angeführt. Andererseits wurde auch darauf hingewiesen, dass das Thema zum Zweck der politischen Propaganda missbraucht wurde.
Nach seiner Freilassung 2007 lebte Posada in Miami, wo er gelegentlich an öffentlichen Veranstaltungen teilnahm und in den Medien auftrat. Er genoss dabei die Unterstützung prominenter konservativer Vertreter der exilkubanischen Gemeinde. Nach Angaben seines Anwalts wurde ein großer Teil von Posadas Gerichtskosten durch tausende Einzelspender finanziert. An Benefizveranstaltungen, die von seinen Unterstützern während seines Prozesses und seither veranstaltet wurden, nahmen wiederholt hunderte zahlende Gäste teil. Eine im Juni 2005 in Südflorida durchgeführte Meinungsumfrage kam zu dem Ergebnis, dass Posada die exilkubanische Gemeinde deutlich polarisierte: 75 % der über 50-jährigen Exilkubaner waren der Meinung, die USA sollten ihm politisches Asyl gewähren, während 53 % der nach 1980 aus Kuba ausgereisten Exilkubaner ihn als Terrorist verurteilt sehen wollten.

## Veröffentlichungen
- Los caminos del guerrero. 1994 – Autobiografie (online abrufbar)